# WASP-6b
Координати:  23г 12м 37.75с, −22° 40′ 6.1″
WASP-6b є екзопланетою, що обертається навколо зорі WASP-6, яка розташована на відстані близько 1000 світлових років від Землі у напрямку сузір'я Водолія. Її було відкрито методом фіксації проходження над диском зорі WASP-6 2008 року в рамках поекту СуперWASP. Планета розташована у 25 разів ближче до материнської зорі, ніж Земля до Сонця. Маса WASP-6b вдвічі менша маси Юпітера, але випромінювання близької зорі спричинило температурне розширення планети й збільшення її радіусу, який наразі перевищує радіус Юпітера.